# Ева-Марія Шюргофф
Ева-Марія Шюргофф (нім. Eva-Maria Schürhoff; нар. 8 грудня 1969) — колишня німецька тенісистка.
Найвищу одиночну позицію світового рейтингу — 235 місце досягла 31 липня 1989, парну — 200 місце — 17 липня 1989 року.
Здобула 5 одиночних та 5 парних титулів туру ITF.

## Фінали ITF

### Одиночний розряд: 7 (5–2)
| Результат | Ранг | Дата           | Турнір                      | Покриття | Суперниця         | Рахунок          |
| --------- | ---- | -------------- | --------------------------- | -------- | ----------------- | ---------------- |
| Поразка   | 1.   | 18 липня 1988  | ITF Реда, Західна Німеччина | Ґрунт    | Гана Фукаркова    | 2–6, 5–7         |
| Перемога  | 1.   | 3 квітня 1989  | ITF Барі, Італія            | Ґрунт    | Магдалена Малеєва | 2–6, 6–1, 7–6(5) |
| Перемога  | 2.   | 17 квітня 1989 | ITF Дубровник, Югославія    | Ґрунт    | Река Сіксаї       | 7–6, 6–4         |
| Перемога  | 3.   | 12 серпня 1991 | ITF Мюнхен, Німеччина       | Ґрунт    | Ірина Звєрєва     | 6–4, 6–2         |
| Поразка   | 2.   | 5 серпня 1991  | ITF Падерборн, Німеччина    | Ґрунт    | Майке Бабель      | 3–6, 6–7         |
| Перемога  | 4.   | 2 вересня 1991 | ITF Бад-Наугайм, Німеччина  | Ґрунт    | Андреа Гласс      | 6–2, 6–1         |
| Перемога  | 5.   | 10 серпня 1992 | ITF Мюнхен, Німеччина       | Ґрунт    | Кароліна Шнайдер  | 6–3, 6–4         |

### Парний розряд: 7 (5–2)
| Результат | Ранг | Дата              | Турнір                           | Покриття  | Партнерка          | Суперниці                             | Рахунок       |
| --------- | ---- | ----------------- | -------------------------------- | --------- | ------------------ | ------------------------------------- | ------------- |
| Перемога  | 1.   | 4 серпня 1986     | ITF Реда, Західна Німеччина      | Ґрунт     | Мартіна Павлік     | Вікі Беггс Корнелія Дрієс             | 6–3, 6–3      |
| Перемога  | 2.   | 16 листопада 1987 | ITF Вельс, Австрія               | Тверде    | Петра Шварц        | Петра Генчль Барбара Паулюс           | 6–4, 6–4      |
| Поразка   | 1.   | 8 серпня 1988     | ITF Дармштадт, Західна Німеччина | Ґрунт     | Nelia Kruger       | Нора Байчикова Петра Голубова         | 7–5, 3–6, 3–6 |
| Перемога  | 3.   | 21 листопада 1988 | ITF Пфорцгайм, Західна Німеччина | Килим (i) | Вера-Каріна Елтер  | Андреа Носай Анушка Попп              | 6–4, 7–5      |
| Поразка   | 2.   | 9 квітня 1989     | ITF Барі, Італія                 | Ґрунт     | Андреа Носай       | Маріон Маруска Елена Пампулова        | w/o           |
| Перемога  | 4.   | 2 вересня 1991    | ITF Бад-Наугайм, Німеччина       | Ґрунт     | Гана Ґай           | Катажина Теодорович Агата Верблінська | 7–6, 6–2      |
| Перемога  | 5.   | 17 серпня 1992    | ITF Кайзерслаутерн, Німеччина    | Ґрунт     | Генріке Кадзідрога | Saskia Zink Віраг Чурго               | 2–6, 7–5, 6–3 |